# Șpîkolosî, Sokal
Șpîkolosî (în ucraineană Шпиколоси) este un sat în comuna Kneaje din raionul Sokal, regiunea Liov, Ucraina.

## Demografie
Componența lingvistică a localității Șpîkolosî
     Ucraineană (100%)
Conform recensământului din 2001, toată populația localității Șpîkolosî era vorbitoare de ucraineană (100%).